# Lucije Licinije Lukul Mlađi
Lucije Licinije Lukul (118−56. godine pre n. e.) bio je konzul starog Rima, pristalica Lucija Kornelija Sule i pobednik na Istoku. Rođen je u Rimu i bio je član ugledne porodice, unuk konzula Lucija Licinija Lukula, kao i sin Cecilije Metele Kalve, sestre Kvinta Cecilija Metela Numidicija i Lucija Cecilija Metela Dalmatika (koji je bio otac Cecilije Metele Dalmatike, Suline treće žene).